# ۱۵۶۶ (میلادی)
۱۵۶۶ (میلادی) هزار و پانصد و شصت و ششمین سال تقویم میلادی است.
- ۸ مارس – کارلو گزوالدو، آهنگساز ایتالیایی (د. ۱۶۱۱)
- ۱۹ ژوئن – جیمز یکم (انگلستان)، نویسنده و شاعر بریتانیایی (د. ۱۶۲۵)

## درگذشتگان
- ۶ سپتامبر - سلطان سلیمان یکم عثمانی